# Diana López
Diana López (7 gennaio 1984) è una taekwondoka statunitense.

## Palmarès

### Olimpiadi
- 1 medaglia:
  - 1 bronzo (Pechino 2008 nei 57 kg)

### Mondiali
- 2 medaglie:
  - 1 oro (Madrid 2005 nei pesi piuma)
  - 1 bronzo (Pechino 2007 nei pesi piuma)